# Sisi Khampepe
Sisi Virginia Khampepe (sinh ngày 8 tháng 1 năm 1957 ) là một thẩm phán Nam Phi hiện đang phục vụ tại Tòa án Hiến pháp Nam Phi.

## Lý lịch
Khampepe được sinh ra ở Soweto. Cô đã nhận được B Proc của mình từ Đại học Zululand và bằng LLM tại Trường Luật Harvard. Cô được nhận vào làm luật sư năm 1985 và làm việc tại Bowman Gilfillan trong lĩnh vực hành nghề tư nhân, chuyên về luật lao động. Năm 1995, cô được bổ nhiệm làm thành viên của Ủy ban Sự thật và Hòa giải. Từ năm 1998 đến năm 1999, bà là Phó Giám đốc Công tố Quốc gia trong Cơ quan Khởi tố Quốc gia.

## Vị trí
Năm 2000, Khampepe được bổ nhiệm làm thẩm phán của Phân khu cấp tỉnh của Tòa án tối cao, (nay được gọi là Phân khu Gauteng). Năm 2007, cô cũng được bổ nhiệm vào Tòa phúc thẩm Lao động, và năm 2009, cô được Tổng thống Jacob Zuma bổ nhiệm vào Tòa án Hiến pháp.